# Атмосфера Венери
Атмосфе́ра Вене́ри — газова оболонка, що оточує Венеру. Набагато щільніша та гарячіша, ніж атмосфера Землі: її температура на середньому рівні поверхні становить 740 К (467 °С) при тиску близько 93 бар. Складається переважно з вуглекислого газу та азоту; інші речовини наявні тільки в слідових кількостях. Містить хмари з сірчаної кислоти, що унеможливлюють спостереження поверхні в видимому світлі, і прозора лише в радіо- та мікрохвильовому діапазонах, а також на окремих ділянках ближньої інфрачервоної області.
Атмосфера Венери знаходиться в стані сильної циркуляції та обертання. Вона робить повний оберт усього за чотири земних дня, що в багато разів менше періоду обертання планети (243 дні). На рівні верхньої межі хмар вітри сягають швидкості 100 м/с (~360 км/год), що перевищує швидкість обертання точок на екваторі планети в 60 разів. Для порівняння, на Землі найсильніші вітри мають від 10 % до 20 % швидкості обертання точок на екваторі. Але швидкість вітру знижується зі зменшенням висоти, досягаючи біля поверхні значень порядку метра на секунду. Над полюсами існують антициклонічні структури, які називаються полярними вихорами. Кожен вихор має подвійне око і характерний S-подібний рисунок хмар.
На відміну від Землі, Венера не має магнітного поля, і її іоносфера відділяє атмосферу від космічного простору і сонячного вітру. Іонізований шар не пропускає сонячне магнітне поле, надаючи Венері особливого магнітного оточення. Воно розглядається як індукована магнітосфера Венери. Легкі гази, зокрема водяна пара, постійно здуваються сонячним вітром через індукований хвіст магнітосфери. Є припущення, що близько 4 млрд років тому атмосфера Венери була більше подібна до земної, а на поверхні була рідка вода.
Необоротний парниковий ефект, можливо, був викликаний випаровуванням поверхневої води і наступним підвищенням рівнів інших парникових газів.
Незважаючи на екстремальні умови на поверхні планети, на висоті 50—65 км атмосферний тиск і температура практично такі самі, як на поверхні Землі. Це робить верхні шари атмосфери Венери найбільш схожими на земні в Сонячній системі (причому навіть більше, ніж на поверхні Марса). Через близькість тиску і температури, а також через той факт, що повітря для дихання (21 % кисню, 78 % азоту) на Венері є газом, що піднімається (як, наприклад, гелій на Землі), верхні шари атмосфери були запропоновані вченими як місце, яке підходить для дослідження та колонізації.

## Структура і склад

### Склад

Склад атмосфери Венери. Праворуч окремо показано всі речовини, крім вуглекислого газу та азоту (разом ці домішки не складають навіть десятої частки процента).

Атмосфера Венери складається з вуглекислого газу, невеликої кількості азоту та ще меншої — інших речовин. Хоча процентний вміст азоту там значно менший, ніж в атмосфері Землі (3,5 % проти 78 %), його загальна маса приблизно в чотири рази більша. Це наслідок величезної маси атмосфери Венери порівняно з земною.
Атмосфера Венери містить і інші речовини, але в дуже малій кількості. Це діоксид сірки (SO2), водяна пара (H2O), монооксид вуглецю (CO), інертні гази, хлороводень (HCl) та фтороводень (HF). Водень — відносно рідкісний для атмосфери Венери елемент. Багато водню, ймовірно, було розсіяно в космосі, а інша частина зв'язана, в основному в складі сірчаної кислоти та сірководню. На втрату значної кількості водню вказує те, що водень атмосфери Венери містить дуже багато дейтерію (він, як важкий ізотоп, втрачається повільніше). Частка дейтерію становить 0,015—0,025, що в 100—150 разів вище, ніж земне значення 0,00016. У верхніх шарах атмосфери Венери це співвідношення в 1,5—2 рази вище, ніж у цілому по атмосфері.

### Тропосфера

#### Загальна характеристика

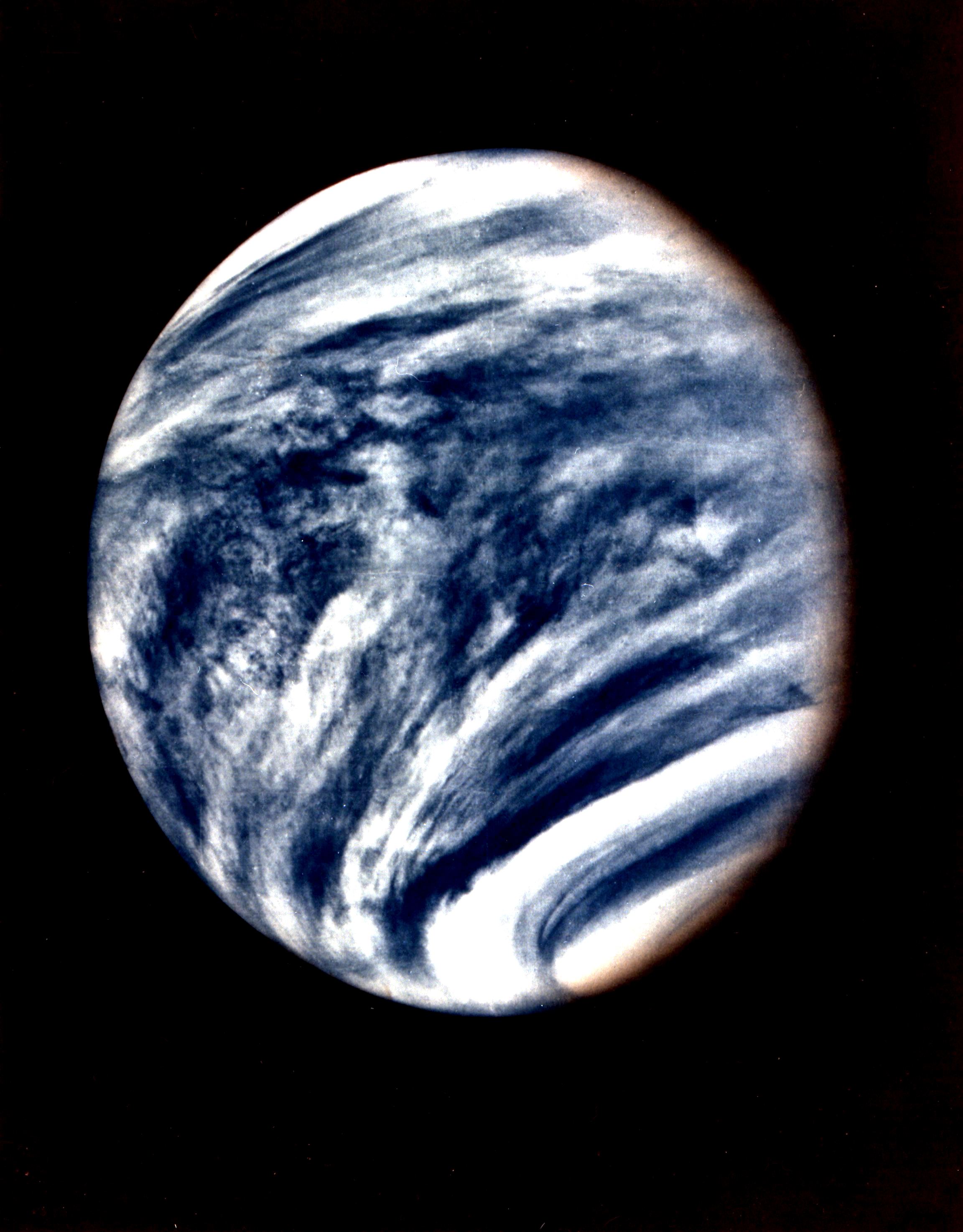
Фотографія, зроблена космічним апаратом «Марінер-10» у 1974 році. Був використаний блакитний відтінок, щоб показати, що фото було зроблено через ультрафіолетовий фільтр. Екватор проходить зверху вниз, вздовж нього — V-подібна неоднорідність.

Атмосфера Венери розділена на декілька шарів. Найщільніша частина атмосфери — тропосфера — починається на поверхні планети і простягається аж до 65 км. Вітри біля розжареної поверхні слабкі, однак у верхній частині тропосфери температура і тиск зменшуються до земних значень, і швидкість вітру зростає до 100 м/с.
Атмосферний тиск на поверхні Венери в 92 рази вищий, ніж на поверхні Землі, і дорівнює тиску під водою на глибині близько 910 метрів. Через такий високий тиск вуглекислий газ фактично є вже не газом, а надкритичним флюїдом. Атмосфера Венери має масу 4,8× 1020 кг, що в 93 рази перевищує масу атмосфери Землі, а густина атмосфери біля поверхні становить приблизно 65 кг/м3, тобто 6,5 % від густини рідкої води на Землі.
Велика кількість CO2 в атмосфері разом із водяною парою, діоксидом сірки та складниками хмар створює сильний парниковий ефект. Він робить Венеру найгарячішою планетою Сонячної системи, хоча вона розташована вдвічі далі від Сонця і отримує в 4 рази менше енергії на одиницю площі, ніж Меркурій. Середня температура біля її поверхні — 740 К (467 °С), що вище за температуру плавлення свинцю (600 К, 327 °C), олова (505 К, 232 °C) і цинку (693 K, 420 °C). Через щільну тропосферу різниця температур між денною та нічною сторонами незначна, хоча доба на Венері дуже довга: вона триває 116,8 земних діб.
|             |            |                              |
| Висота (км) | Темп. (°C) | Атмосферний тиск (× Землі):3 |
| 0           | 462        | 92,10                        |
| 5           | 424        | 66,65                        |
| 10          | 385        | 47,39                        |
| 15          | 348        | 33,04                        |
| 20          | 308        | 22,52                        |
| 25          | 266        | 14,93                        |
| 30          | 224        | 9,851                        |
| 35          | 182        | 5,917                        |
| 40          | 145        | 3,501                        |
| 45          | 112        | 1,979                        |
| 50          | 77         | 1,066                        |
| 55          | 29         | 0,5314                       |
| 60          | −10        | 0,2357                       |
| 65          | −30        | 0,09765                      |
| 70          | −43        | 0,03690                      |
| 80          | −76        | 0,004760                     |
| 90          | −104       | 0,0003736                    |
| 100         | −98        | 0,00002660                   |

Тропосфера Венери містить 99 % всієї атмосфери планети за масою. 90 % атмосфери Венери знаходиться в межах 28 км від поверхні. На висоті 50 км атмосферний тиск приблизно дорівнює тиску на поверхні Землі. На нічній стороні Венери хмари можна виявити навіть у 90 км над поверхнею.
Тропопауза — межа між тропосферою та мезосферою — розташована трохи вище 50 км. Це та висота, де умови найбільш схожі на умови на поверхні Землі. За даними вимірювань радянських зондів від «Венера-4» до «Венера-14» і американських «Піонер-Венера-2», область від 52,5 до 54 км має температуру між 293 К (20 °C) і 310 K (37 °C), а на висоті 49,5 км тиск стає таким самим, як на Землі на рівні моря. Це оптимальна область для дослідницьких кораблів або колоній, де температура та тиск будуть подібними до земних.

#### Циркуляція
Циркуляція в тропосфері Венері відповідає так званому циклострофічному наближенню. При цьому швидкість повітряних потоків приблизно визначається балансом баричного градієнта і відцентрових сил в майже правильному зональному повітряному потоці. Для порівняння, циркуляція в земній атмосфері визначається геострофічним балансом. Швидкість вітрів на Венері може бути безпосередньо виміряна тільки у верхніх шарах тропосфери (тропопаузі) між 60 і 70 км, що відповідає верхньому шару хмар. Рух хмар, як правило, спостерігається в ультрафіолетовій частині спектру, де контраст між хмарами є найвищим. На знімках в ультрафіолетовому діапазоні АМС «Марінер-10» були виявлені три V-подібні неоднорідності атмосфери, рівномірно розташовані вздовж екватора:113. Лінійна швидкість вітрів на цій висоті становить близько 100 ± 10 м/с нижче 50° широти, і вони є ретроградними, тобто дують у напрямку, оберненому до обертання планети. Зі збільшенням широти вітри швидко слабшають і, зрештою, повністю зникають на полюсах. Такі сильні вітри біля верхньої границі хмар роблять круг навколо планети швидше, ніж обертається сама планета (суперобертання атмосфери). Суперобертання на Венері є диференціальним, тобто екваторіальна тропосфера обертається повільніше, ніж тропосфера середніх широт. У вітрів також є сильний вертикальний градієнт: їх швидкість в міру зниження зменшується зі швидкістю 3 м/с на км. Вітри поблизу поверхні Венери набагато повільніші, ніж на Землі, і мають швидкість всього декілька кілометрів за годину (як правило, менше 2 м/с — в середньому від 0,3 до 1,0 м/с). Однак через високу густину атмосфери біля поверхні цього цілком достатньо для переносу пилу і дрібних каменів по всій поверхні, подібно до повільної течії води.

Меридіональний (північ-південь) компонент атмосферної циркуляції. Меридіональна циркуляція значно слабша, ніж зональна, яка переносить тепло між денною та нічною сторонами планети

Вважається, що всі вітри на Венері так чи інакше зумовлені конвекцією. Гаряче повітря підіймається в екваторіальній зоні, де спостерігається найбільше нагрівання Сонцем, і переноситься до полюсів. Таке явище називається коміркою Гадлі. Однак меридіональні (північ-південь) рухи повітря набагато повільніші, ніж зональні вітри. Границя комірки Гадлі на Венері знаходиться біля широт ±60°. Тут повітря починає спускатися і повертається до екватора біля поверхні. Така гіпотеза руху повітря підкріплюється поширенням чадного газу, який також зосереджений в районі широт ±60°. В діапазоні широт 60—70° існують холодні полярні коміри. Вони характеризуються температурою на 30—40 К нижче, ніж верхні шари тропосфери в сусідніх широтах. Нижча температура, ймовірно, викликана підйомом повітря в них і адіабатичним охолодженням. Така інтерпретація підтверджується щільнішими і вищими хмарами в цих областях. Хмари знаходяться на висоті 70—72 км, що на 5 км вище, ніж на полюсах і менших широтах. Між холодними комірами та високошвидкісними потоками середніх широт, в яких швидкість вітру досягає 140 м/с, може існувати зв'язок. Такі потоки є природним наслідком циркуляції Гадлі та повинні існувати на Венері між широтами 55—60°.
В холодних полярних комірах знаходяться нерегулярні структури, відомі як полярні вихори. Вони є гігантськими ураганами, аналогами земних штормів, але в чотири рази більші. Кожен вихор має два «ока» — центра обертання, які пов'язані чіткою S-подібною структурою хмар. Такі структури з подвійним оком також називають полярними диполями. Вихори обертаються з періодом близько 3 днів у напрямку загального суперобертання атмосфери. Поблизу їх зовнішніх границь лінійна швидкість вітру досягає 35–50 м/с і зменшується до нуля в центрах. Температура у верхніх хмарах полярних вихорів значно вища, ніж у довколишніх полярних комірах, і досягає 250 К (−23 °С). Загальновживане пояснення полярних вихорів полягає в тому, що вони є антициклонами з даунвелінгом у центрі та апвелінгом в холодних полярних комірах. Цей тип циркуляції нагадує зимові полярні антициклони на Землі, особливо над Антарктидою. Спостереження показують, що антициклонна циркуляція, яка спостерігається поблизу полюсів, може проникнути на висоту 50 км, тобто до основи хмар. Полярна верхня тропосфера та мезосфера є надзвичайно динамічними — великі яскраві хмари можуть з'являтися і зникати протягом декількох годин. Один такий випадок спостерігався зондом «Венера-експрес» в період між 9 і 13 січня 2007 року, коли південна полярна область стала яскравішою на 30 %. Ця подія, ймовірно, була викликана викидом діоксиду сірки в мезосферу, який потім сконденсувався, утворюючи яскраву димку.

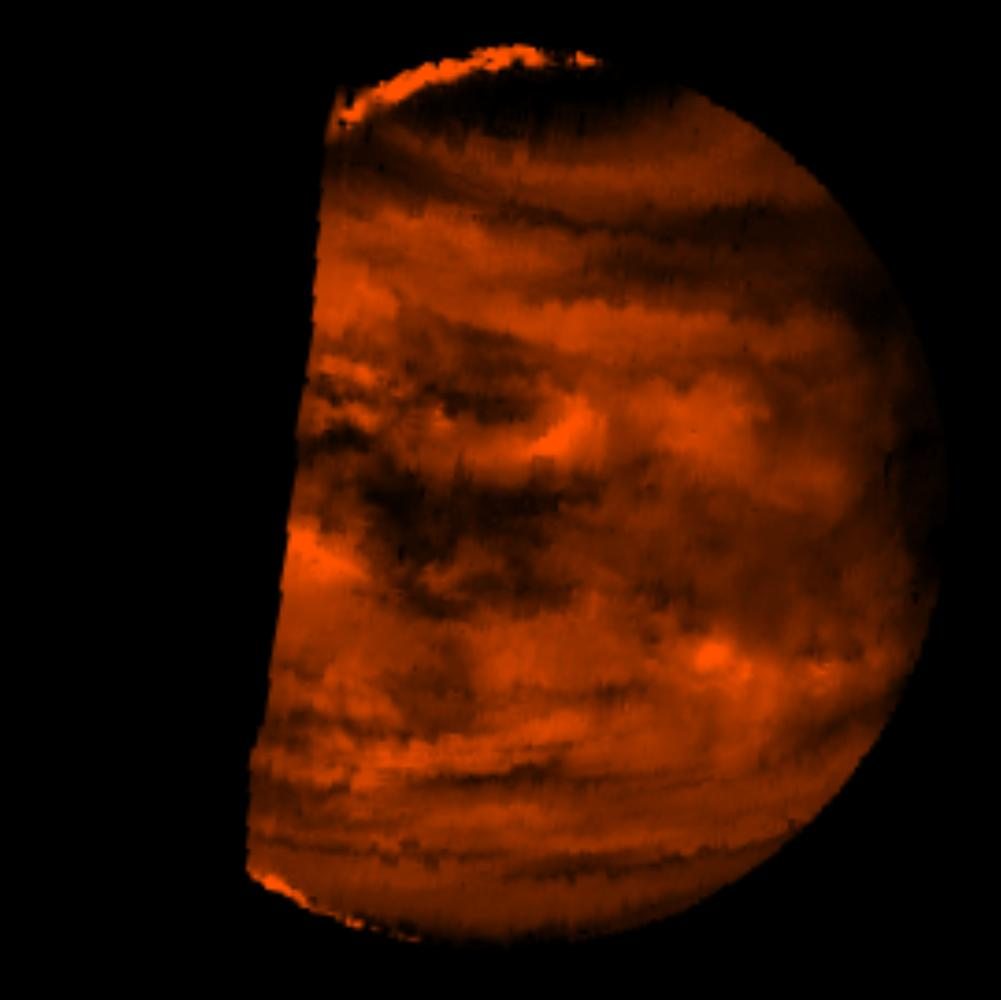
Зображення атмосфери Венери в ближній інфрачервоній області (2,3 мкм), отримане зондом «Галілео».

Перший вихор на Венері був виявлений на північному полюсі апаратом «Піонер-Венера-1» в 1978 році. Подібний вихор із подвійним оком на південному полюсі був відкритий у 2006 році зондом «Венера-експрес».

### Верхня атмосфера та іоносфера
Мезосфера Венери знаходиться в інтервалі між 65 і 120 км. Далі починається термосфера, яка досягає верхньої границі атмосфери (екзосфери) на висоті 220–350 км.
Мезосфера Венери може бути поділена на два рівня: нижній (62–73 км) і верхній (73–95 км). В першому шарі температура майже стала і становить 230 К (−43 °С).
Цей рівень збігається з верхнім шаром хмар. На другому рівні температура починає знижуватися, опускаючись до 165 К (−108 °C) на висоті 95 км. Це найхолодніше місце на денній стороні атмосфери Венери. Далі починається мезопауза, яка є границею між мезосферою та термосферою і знаходиться між 95 і 120 км. На денній стороні мезопаузи температура зростає до 300–400 К (27–127 °C) — значень, які переважають в термосфері. В протилежність до цього, нічна сторона термосфери є найхолоднішим місцем на Венері і має температуру 100 К (−173 °C). Її інколи називають кріосферою. В 2015 році з допомогою зонда «Венера-Експрес» вчені зафіксували теплову аномалію в проміжку висот від 90 до 100 кілометрів — середні показники температур тут вище на 20–40 градусів і дорівнюють 220–224 К.[уточнити]
Циркуляція верхньої мезосфери й термосфери Венери сильно відрізняється від циркуляції нижніх шарів атмосфери. На висотах 90–150 км повітря переміщається з денної на нічну сторону планети, з апвелінгом над освітленою півкулею та даунвелінгом над темною стороною. Даунвелінг над нічною півкулею викликає адіабатичне нагрівання повітря, яке створює на нічній стороні мезосфери на висотах 90–120 км теплий шар з температурою близько 230 К (−43 °С), що набагато вище, ніж середня температура, зафіксована на нічній частині термосфери — 100 К (−173 °C). Повітря з денної сторони також несе атоми кисню, які після рекомбінації утворюють збуджені молекули в довгоживучому синглетному стані (1Δg), які потім повертаються у вихідний стан і випромінюють інфрачервоне випромінювання на довжині хвилі 1,27 мкм. Це випромінювання на висотах 90–100 км часто спостерігається із Землі та космічних кораблів. Нічна сторона верхньої мезосфери і термосфери Венери є також джерелом інфрачервоної емісії молекул СО2 та NO, яка не відповідає локальній термодинамічній рівновазі і відповідальна за низьку температуру нічної сторони термосфери.
Зонд «Венера-експрес», використовуючи затемнення зірок, показав, що атмосферна димка на нічній стороні простягається набагато вище, ніж на денній. На денній стороні хмарний шар має товщину 20 км і простягається приблизно до 65 км, тоді як на нічній стороні хмарний шар у формі щільного туману досягає 90 км у висоту, проникаючи в мезосферу і навіть вище (105 км), вже як прозора димка.
Венера має витягнуту іоносферу, розташовану на висоті 120–300 км, яка майже збігається з термосферою. Високі рівні іонізації зберігаються тільки на денній стороні планети. На нічній стороні концентрація електронів практично нульова. Іоносфера Венери складається з трьох шарів: 120–130 км, 140–160 км і 200–250 км. Також може бути додатковий шар в районі 180 км. Максимальна щільність електронів (кількість електронів в одиниці об'єму) 3× 1011 м−3 досягається в другому шарі поблизу підсонячної точки. Верхня границя іоносфери — іонопауза — розташована на висоті 220–375 км. Основні іони в першому і другому шарі — це іони O2+, в той час як третій шар складається з іонів O+. Згідно зі спостереженнями, іоносферна плазма знаходиться в русі, а сонячна фотоіонізація на денній стороні і рекомбінація іонів на нічній є процесами, переважно, відповідальними за прискорення плазми до спостережуваних швидкостей. Плазмового потоку, мабуть, достатньо для підтримки спостережуваного рівня концентрації іонів на нічній стороні.

### Індукована магнітосфера

Взаємодія Венери з сонячним вітром. Показані компоненти індукованої магнітосфери.

Венера не має магнітного поля. Причина його відсутності не зрозуміла, але, ймовірно, пов'язана з повільним обертанням планети або відсутністю конвекції в мантії. Венера має тільки індуковану магнітосферу, утворену іонізованими частинками сонячного вітру. Цей процес можна уявити у вигляді силових ліній, які обтікають перешкоду — в даному випадку Венеру. Індукована магнітосфера Венери має ударну хвилю, магнітошар, магнітопаузу і хвіст магнітосфери з струминним шаром.
В підсонячній точці ударна хвиля знаходиться на висоті 1900 км (0,3Rv, де Rv — радіус Венери). Ця відстань вимірювалась в 2007 році поблизу мінімуму сонячної активності. Поблизу максимуму сонячної активності вона може бути в декілька разів ближче до планети. Магнітопауза розташована на висоті 300 км. Верхня границя іоносфери (іонопауза) знаходиться поблизу 250 км. Між магнітопаузою та іонопаузою існує магнітний бар'єр — локальне посилення магнітного поля, що не дозволяє сонячній плазмі проникати глибоко в атмосферу Венери, принаймні, поблизу мінімуму сонячної активності. Значення магнітного поля в бар'єрі досягає 40 нТл. Хвіст магнітосфери тягнеться на відстані до десяти радіусів планети. Це найактивніша частина венеріанської магнітосфери — тут відбувається перез'єднання силових ліній та прискорення частинок. Енергія електронів та іонів у хвості магнітосфери становить близько 100 еВ і 1000 еВ відповідно.
У зв'язку із відсутністю у Венери власного магнітного поля сонячний вітер проникає глибоко в її екзосферу, що призводить до суттєвих втрат атмосфери. Втрати відбуваються в основному через хвіст магнітосфери. В даний час основними типами іонів, які покидають атмосферу, є O+, H+ і He+. Відношення іонів водню до кисню становить близько 2 (тобто майже стехіометричне), тобто вказує на неперервну втрату води.

## Хмари
Хмари Венери є досить щільними і складаються з діоксиду сірки та крапель сірчаної кислоти. Вони відбивають близько 75 % падаючого сонячного світла і приховують поверхню планети, перешкоджаючи її спостереженню. Через високу відбивну здатність хмар кількість відбитого світла над ними порівнянна з кількістю світла, яке надходить безпосередньо від Сонця, і тому зонд, який вивчає верхню частину хмар, може отримувати сонячну енергію з усіх боків. Це значно спрощує проектування та використання сонячних батарей.
Товщина хмарного покриву така, що поверхні досягає лише незначна частина сонячного світла, і рівень освітленості при розташуванні Сонця в зеніті становить всього 1000–3000 люкс. Для порівняння — на Землі в похмурий день освітлення становить 1000 люкс, а в ясний сонячний день (в тіні) 10–25 тис. люкс. Тому на поверхні Венери сонячна енергія практично не може використовуватися зондами. Вологість біля поверхні становить менше 0,1 %. Через високу щільність хмар та їх високу відбивну здатність сумарна кількість сонячної енергії, отримуваної планетою, менша, ніж у Землі.
Сірчана кислота утворюється в верхній атмосфері через фотохімічну дію Сонця на вуглекислий газ, діоксид сірки та пари води. Фотони ультрафіолетового світла з довжиною хвилі менше 169 нм можуть фотодисоціювати вуглекислий газ в чадний газ та атомарний кисень. Атомарний кисень є вельми активним, і коли він вступає в реакцію з сірчистим газом, мікрокомпонентом атмосфери Венери, утворюється діоксид сірки, який може в свою чергу сполучатися з парами води, іншим мікрокомпонентом атмосфери. В результаті цих реакцій утворюється сірчана кислота:
CO2 → CO + O
SO2 + O → SO3
SO3 + H2O → H2SO4
Кислотні дощі Венери ніколи не досягають поверхні планети, а випаровуються від спеки, утворюючи явище, відоме як вірга. Вважається, що сірка потрапила в атмосферу в результаті вулканічної активності, а висока температура перешкоджала зв'язуванню сірки в тверді сполуки на поверхні, як це було на Землі.
Хмари Венери здатні створювати блискавки так само, як хмари на Землі. Спалахи в оптичному діапазоні, які, ймовірно, є блискавками, були зафіксовані станціями «Венера-9 і -10» та аеростатними зондами «Вега-1 і -2»; аномальне підсилення електромагнітного поля та радіоімпульси, також, можливо, викликані блискавками, були виявлені штучними супутниками Венери «Піонер—Венера» і спусковими апаратами «Венера-11 і -12»:176, 219. А в 2006 році апарат «Венера-експрес» виявив в атмосфері Венери гелікони, які були інтерпретовані як результат блискавок.
Нерегулярність їх сплесків нагадує характер погодної активності. Інтенсивність блискавок становить щонайменше половину земної. Блискавки Венери примітні тим, що, на відміну від блискавок Юпітера, Сатурна та (в більшості випадків) Землі, не пов'язані з водяними хмарами. Вони виникають у хмарах сірчаної кислоти.
В 2009 році астроном-любитель помітив в атмосфері яскраву пляму, згодом сфотографовану апаратом «Венера-експрес». Причини її появи поки невідомі; можливо, вона пов'язана з активністю вулканів.

## Наявність життя
Через суворі умови на поверхні планети наявність життя на Венері видається малоймовірним. Однак на Землі існують організми, які мешкають в екстремальних умовах (екстремофіли), і це свідчить про можливість проживання подібних організмів і на другій планеті Сонячної системи. Термофіли та гіпертермофіли процвітають при температурах, що сягають температури кипіння води, ацидофіли живуть при рівні рН, рівному 3 або нижче, поліекстремофіли можуть витримувати різноманітні екстремальні умови. Крім них, на Землі наявні багато інших типів екстремофілів.
Однак життя може існувати в місцях із менш екстремальними, ніж на поверхні, умовами — наприклад, у хмарах. Є припущення про можливість існування там життя, подібного до бактерій, які були виявлені у хмарах на Землі. Мікроби в щільній, хмарній атмосфері можуть бути захищені від сонячного випромінювання сполуками сірки у повітрі.
В результаті аналізу даних, отриманих зондами «Венера», «Піонер—Венера» і "Магеллан», у верхніх шарах атмосфери виявлені сірководень (H2S) і сірчистий газ (SO2), а також сульфід карбонілу (O=C=S). Перші два гази реагують один з одним, а це означає, що повинно існувати постійне джерело цих газів. Крім того, карбонільний сульфід цікавий тим, що його важко відтворити тільки неорганічним шляхом. Він виробляється за рахунок ефективних каталізаторів, які потребують великих обсягів речовин різного хімічного складу. На Землі такими «каталізаторами» є мікроорганізми. Крім того, часто залишають поза увагою той факт, що спусковий апарат «Венера-12» виявив наявність хлору на висотах 45–60 км:80, а аеростатні зонди «Вега-1 і -2» підтвердили це:219[прояснити]. Було висловлено припущення, що мікроорганізми на цьому рівні можуть поглинати ультрафіолетове світло Сонця, використовуючи його як джерело енергії. Це могло б бути поясненням темних плям, видимих на ультрафіолетових зображеннях планети. У хмарах Венери було виявлено й великі несферичні частки. Їх склад поки що невідомий.
14 вересня 2020 в атмосфері Венери знайшли «маркер життя» — газ фосфін в кількості, котру не вдається пояснити відомими абіогенними процесами, тому це розглядається як можливість існування на цій планеті мікробів

## Еволюція
Через вивчення структури хмар і геології поверхні в поєднанні з тим фактом, що світність Сонця за останні 3,8 млрд років збільшилася на 25 %, вважається, що атмосфера Венери 4 млрд років тому була більше схожа на земну, а на поверхні могла бути рідка вода. Ситуація змінилася через нестримний парниковий ефект, що міг бути спричинений випаровуванням води й подальшим підвищенням рівня парникових газів. Тому атмосфера Венери — об'єкт пильної уваги вчених, які займаються проблемами зміни клімату на Землі.
На Венері нема геологічних утворень, що свідчили б про наявність там у минулому води. Але вік сучасних деталей її поверхні не перевищує 600—700 млн років, і про давніші часи вони нічого не кажуть. Крім того, нема причин вважати, що на Венеру не діяли процеси, які забезпечили водою Землю (воду міг містити матеріал, з якого сформувалися планети, та (або) привнести комети). Ймовірно, на початку історії Венери там було чимало води, але згодом вона випарувалася через сильний парниковий ефект. За поширеною оцінкою, вода могла існувати близько 600 мільйонів років, хоча деякі вчені, такі як астробіолог Девід Грінспун, вважають, що цей час міг сягати 2 мільярдів років.

## Спостереження і вимірювання з Землі

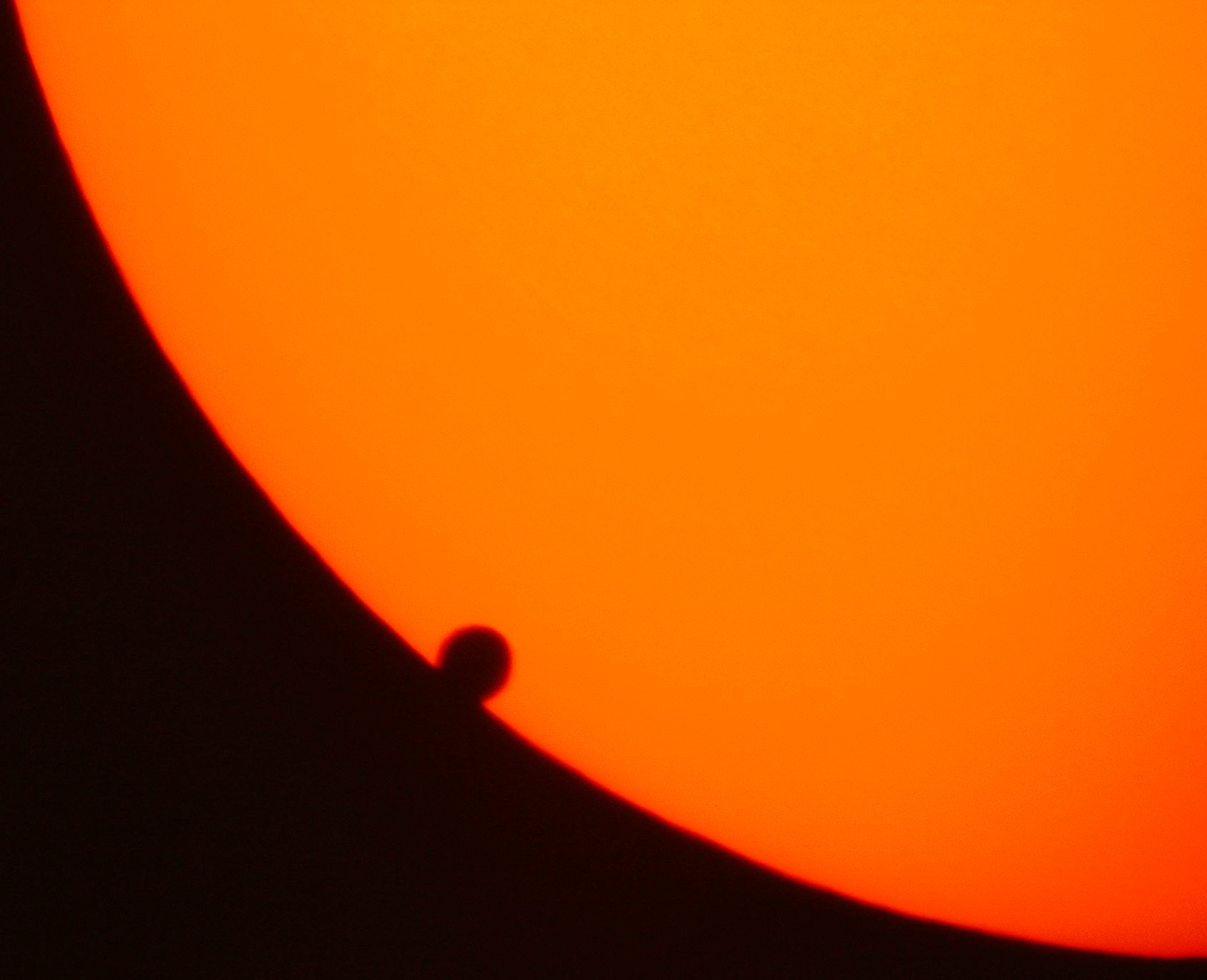
Проходження Венери перед диском Сонця 8 червня 2004 року дозволило отримати важливу інформацію про верхні шари атмосфери шляхом спектроскопічних вимірювань із Землі

Верхні шари атмосфери Венери можна дослідити з Землі в тих рідкісних випадках, коли планета проходить перед диском Сонця. Остання така подія відбулася в 2012 році. Використовуючи кількісну спектроскопію, вчені змогли проаналізувати сонячне світло, яке пройшло через атмосферу планети з метою виявлення хімічних речовин, які містяться в ній.
Цей метод використовується і для екзопланет; перші результати він дав у 2001 році. Проходження в 2004 році дозволило астрономам зібрати велику кількість даних, корисних не тільки для визначення складу верхньої атмосфери Венери, але й для вдосконалення методів, які використовуються при пошуку екзопланет. Атмосфера, яка складається переважно з вуглекислого газу, поглинає ближнє інфрачервоне випромінювання, що робить її доступною для спостереження цим методом. Під час проходження 2004 року за поглинанням в атмосфері вдалося дослідити властивості газів на цій висоті. Доплерівське зміщення спектральних ліній дозволило виміряти характеристики вітрів. Проходження Венери перед диском Сонця — надзвичайно рідкісна подія: попередні рази відбулися в 2012, 2004 і 1882 роках, а наступний буде лише в 2117 році.
7 листопада 2023 року, група вчених з Німецького аерокосмічного центру повідомила про виявлення в атмосфері Венери явних ознак атомарного кисню (O2), концентрація якого досягає свого піку на висоті близько 100 км.

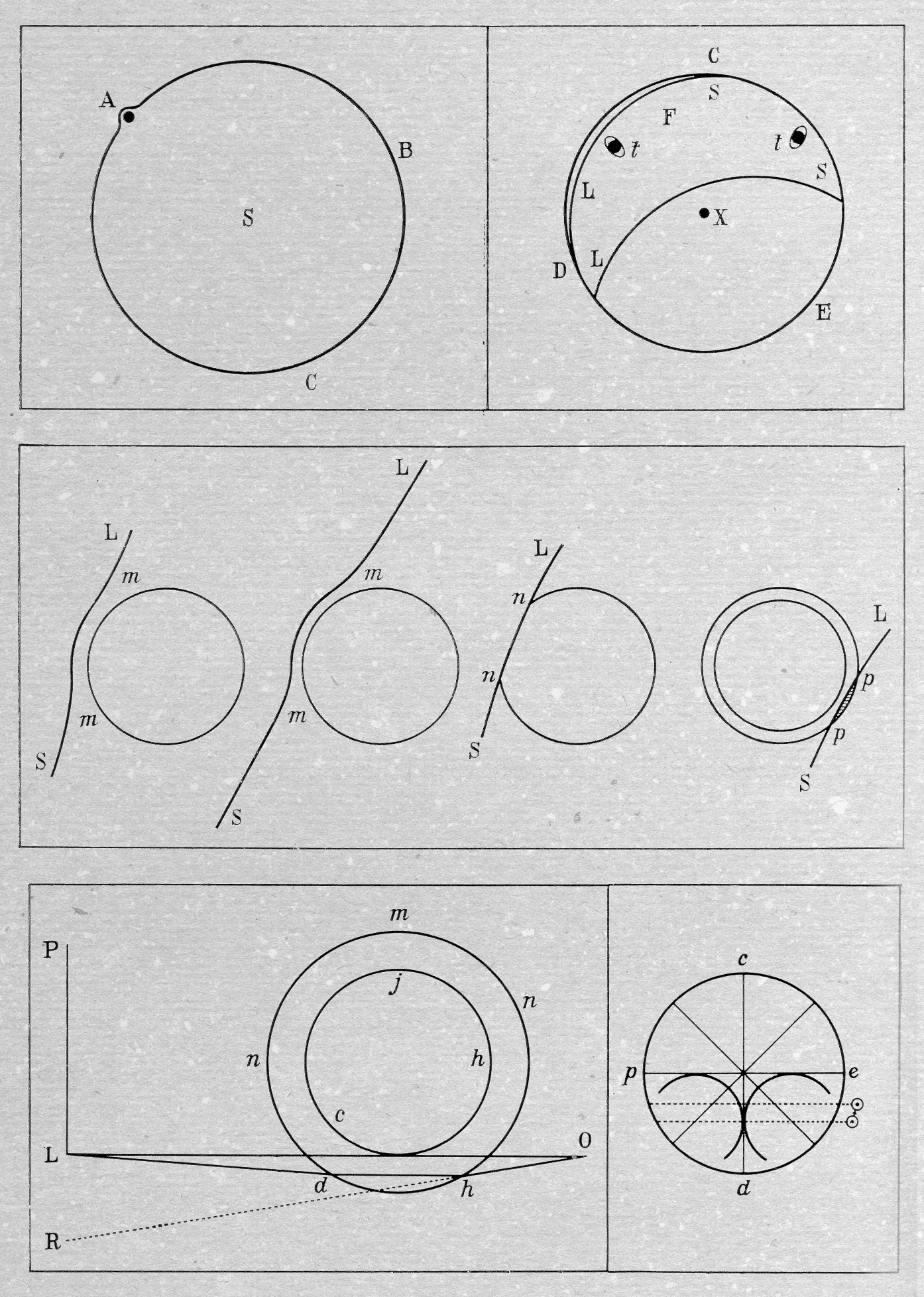
Проходження Венери перед диском Сонця. РисунокЛомоносова 1761 р.

6 червня (26 травня за юліанським календарем) 1761 р. Ломоносов спостерігав за допомогою власноруч виготовленого телескопа проходження Венери над сонячним диском, й начебто відкрив атмосферу планети. Однак останні дослідження кажуть про те, що він, найпевніше, лише неправильно витлумачив оптичні явища, які були результатом низької якості телескопу, яким він користувався.
В 1940 році Руперт Вільдт порахував, що кількість CO2, яка є в атмосфері Венери, достатня для підвищення температури поверхні вище точки кипіння води. Це припущення було підтверджено зондом «Марінер-2», який 1962 року здійснив радіометричні вимірювання температури. А в 1967 році апарат «Венера-4» підтвердив, що атмосфера складається переважно з вуглекислого газу.

## Подальші дослідження

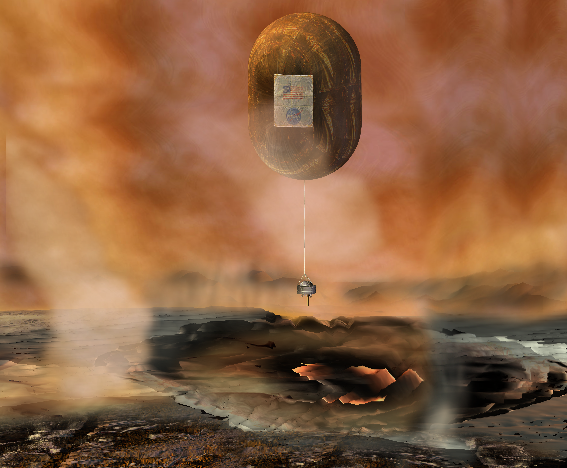
Зонд Venus In-Situ Explorer, запропонований в рамках програми НАСА New Frontiers

З 2006 по 2014 рік Венеру досліджував космічний апарат «Венера-експрес» із використанням, зокрема, інфрачервоної спектроскопії в області спектру 1–5 мкм. У травні 2010 року був запущений зонд «Акацукі» японського аерокосмічного агентства, призначений для дослідження планети протягом двох років, включаючи вивчення структури і активності атмосфери. Маневр виходу на орбіту навколо Венери в грудні 2010 року закінчився невдачею, але це вдалося здійснити через п'ять років.
Запропонований в рамках програми New Frontiers зонд Venus In-Situ Explorer, ймовірно, буде досліджувати Венеру з допомогою орбітального апарата, аеростата і посадкового модуля. Дані, зібрані зондом, можуть дати уявлення про процеси на планеті, які призвели до зміни клімату, а також підготуватися до наступної місії по доправленню зразка з планети.
В рамках Федеральної Космічної програми Росія планує після 2024 року запустити до Венери апарат «Венера-Д», до задач якого буде входити і вивчення атмосфери.
Зокрема планується визначити:
- профілі температури, тиску, теплових потоків, швидкості вітру;
- будову, склад і мікрофізичні параметри хмар;
- хімічний склад атмосфери, включаючи інертні гази, а також ізотопний склад;
- будову іоносфери, екзосфери, магнітосфери;
- швидкість втрат складових атмосфери[59].

Долю проекту важко передбачити через посилення секретності в РФ. Але, схоже, фінансування цілком припинене.
Коли було встановлено, що умови на поверхні Венери дуже несприятливі, увага вчених змістилася в бік інших цілей, таких як Марс. Проте до Венери теж було відправлено багато місій, і метою деяких з них була малодосліджена верхня атмосфера. При реалізації радянської програми «Вега» в 1985 році були скинуті два аеростатних зонда, які дрейфували в атмосфері Венери 46 годин 30 хвилин, а встановлені на них наукові прилади передавали зібрану інформацію на Землю. Вони живилися від батарей і припинили роботу, коли батареї розрядилися. Відтоді вивчення верхніх шарів атмосфери не проводилось. В 2002 році підрядник НАСА — компанія Global Aerospace — запропонувала повітряну кулю, яка могла б залишатися у верхніх шарах атмосфери протягом сотень земних днів.
Замість повітряної кулі Джеффрі А. Ландісом був запропонований літальний апарат на сонячних батареях, і ця ідея час від часу фігурувала в літературі з початку 2000-х років. Венера має високе альбедо і відбиває більшу частину сонячного світла, що робить поверхню доволі темною. Але в верхній атмосфері на висоті 60 км інтенсивність відбитого від хмар світла лише на 10 % менша за інтенсивність світла, що приходить безпосередньо від Сонця. Таким чином, сонячні батареї зверху і знизу апарата могли б використовуватися з майже однаковою ефективністю. Ця обставина, а також невичерпність сонячної енергії, дещо менша сила тяжіння, високий тиск повітря і повільне обертання планети роблять цей шар атмосфери зручним для розміщення дослідницького апарату. Запропонований літальний апарат працював би найкраще на висоті, де сонячне світло, тиск повітря і швидкість вітру дозволять йому залишатися в повітрі постійно, іноді дещо знижуючись на час порядку декількох годин. Оскільки сірчана кислота в хмарах на цій висоті не є загрозою для захищеного апарата, то цей так званий «сонячний літальний апарат» міг би проводити вимірювання в області між 45 км і 60 км необмежено довго, доки збій або непередбачувані проблеми не виведуть його з ладу.
Ландіс також висловив припущення, що ровери, подібні до «Спіріта» і «Оппортьюніті», зможуть досліджувати поверхню, але з тією різницею, що ровери Венери будуть управлятися комп'ютерами, які знаходяться на апараті в атмосфері.